# جبال فوجا

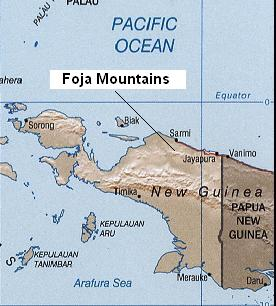
جبال فوجا غرب مدينة جايابورا الساحلية، عاصمة مقاطعة بابوا.

تقع جبال فوجا (سلسلة فوجا، جبال فويا) (بالإندونيسية: Pegunungan Foja) شمال حوض نهر مامبيرامو في بابوا، إندونيسيا. ترتفع الجبال إلى 2,193 مترًا (7,195 قدمًا)، وتحتوي على 3000 كيلومتر مربع من الغابات المطيرة الاستوائية القديمة النمو في الجزء الداخلي من السلسلة. تبلغ مساحة غابة فوجا 9,712 كيلومترًا مربعًا، وهي أكبر غابة مدارية غير مسجلة في منطقة آسيا والمحيط الهادئ.